# Frantz Reichel
François Étienne Reichel, detto Frantz (Parigi, 16 marzo 1871 – Parigi, 24 marzo 1932), è stato uno sportivo multidisciplinare, giornalista e dirigente sportivo francese; tra le varie discipline in cui si distinse figurano rugby, ginnastica, scherma e atletica leggera; da atleta vinse la medaglia olimpica nel rugby, da giornalista scrisse per le Figaro, da dirigente sportivo fu protagonista della nascita di diverse federazioni sportive francesi.

## Le partecipazioni olimpiche
Reichel partecipò alle prime due olimpiadi. Ad Atene 1896 partecipò a diverse gare nell'atletica leggera: nei 400 m piani fu eliminato in semifinale, mentre nei 110 m ostacoli si qualificò per la finale, ma rinunciò a disputare la gara per supportare il compagno di squadra Albin Lermusiaux nella maratona. In realtà Reichel era stato inviato ad Atene come giornalista dal Vélo, ma fu chiamato in extremis a rappresentare la Francia.
A Londra 1900 era uno dei componenti della squadra di rugby che si aggiudicò il titolo olimpico, mettendo a segno una meta nella gara contro la Germania.

### Atletica leggera
Oltre alla partecipazione olimpica, Reichel vantò un titolo francese nei 110 ostacoli (1891), uno del chilometro di marcia (1893) e due di corsa campestre (1890 e 1891).
Ha inoltre detenuto il record francese dell'ora: 16.500 m, stabilito il 20 giugno 1892 e poi portato a 16.611 m il 6 novembre successivo.

### Rugby a 15
A livello di club militava nel Racing Club, con cui vinse il titolo di campione di Francia nel 1892 e nel 1902 (quest'ultimo da capitano), oltre ad aver raggiunto la finale nel 1893. Nel 1905 sarà tra i fondatori della sezione rugbistica del Sporting club universitaire de France, con cui giocherà fino al 1906
Il campionato francese d'élite juniores, porta il suo nome: Coppa Frantz Reichel.

## Aviazione
Fu un pioniere dell'aviazione: fu il primo giornalista europeo a salire su un aeroplano e detenne il record di volo con passeggero, insieme all'americano Wilbur Wright che era ai comandi dell'apparecchio, in un volo avvenuto a Le Mans il 3 ottobre 1908.

## L'attività da dirigente
Fu tra i fondatori del comitato olimpico francese nel 1901, il fondatore della federazione francese di boxe (1903) e di quella di baseball e softball (1924).
Fu presidente della Union des Sociétés Françaises de Sports Athlétiques negli anni subito precedenti la prima guerra mondiale.
Fu a capo dell'ufficio stampa del comitato organizzatore delle olimpiadi di Parigi 1924. Nello stesso anno fondò l'associazione internazionale della stampa sportiva (che guiderà fino alla morte).